# 劳森氏菌属
劳森氏菌属为脱硫弧菌科的一个属。该属的模式种为細胞內勞森菌（Lawsonia intracellularis）。

## 下属物种
- 細胞內勞森菌 Lawsonia intracellularis McOrist et al., 1995